# Hypophryxus leptochelae
Hypophryxus leptochelae är en kräftdjursart som beskrevs av Pillai1966. Hypophryxus leptochelae ingår i släktet Hypophryxus och familjen Bopyridae. Inga underarter finns listade i Catalogue of Life.